# Kanurennsport-Weltmeisterschaften 2009
Die 37. Kanurennsport-Weltmeisterschaften fanden vom 12. bis 16. August 2009 in Dartmouth (Nova Scotia) (Kanada) statt. Veranstalter war der Internationale Kanuverband.
Es wurden Wettbewerbe im Kanurennsport in 27 Disziplinen ausgetragen. Neu in das Programm aufgenommen wurden die Staffelwettbewerbe über 4 × 200 Meter im Einer-Kajak der Frauen und Männer sowie im Einer-Canadier der Männer, dafür entfielen gegenüber dem bisherigen WM-Programm der Vierer-Kajak der Frauen über 1000 und der Männer über 500 Meter sowie der Vierer-Canadier der Männer über 500 Meter.
Zu den Favoriten zählten die deutsche Kanurennsport-Nationalmannschaft sowie das ungarische Team, die bei den vorangegangenen Weltmeisterschaften 2007 jeweils neun Titel gewonnen hatten. Letztendlich konnte sich das deutsche Team mit sieben Titelgewinnen vor Belarus und Ungarn durchsetzen.
Erstmals fanden im Rahmen der Kanu-Weltmeisterschaften auch Wettkämpfe der Behinderten statt, an denen 40 Sportler aus 13 Nationen teilnahmen. Als Demonstrationsrennen gab es auch Wettkämpfe im Canadier der Frauen.

## Ergebnisse
Insgesamt wurden 27 Wettbewerbe ausgetragen, davon 9 für Frauen.

### Männer

#### Canadier
| Event                 | Gold                                                                                              | Zeit     | Silber                                                                     | Zeit     | Bronze                                                                     | Zeit     |
| --------------------- | ------------------------------------------------------------------------------------------------- | -------- | -------------------------------------------------------------------------- | -------- | -------------------------------------------------------------------------- | -------- |
| C-1 200 m             | Aserbaidschan Valentin Demjanenko                                                                 | 39.048   | Russland Nikolai Lipkin                                                    | 39.234   | Litauen Jevgenijus Šuklinas                                                | 39.978   |
| C-1 500 m             | Belarus Dsjanis Harascha                                                                          | 1:49.723 | Russland Nikolai Lipkin                                                    | 1:49.750 | Frankreich Mathieu Goubel                                                  | 1:50.714 |
| C-1 1000 m            | Usbekistan Vadim Menkov                                                                           | 3:55.497 | Frankreich Mathieu Goubel                                                  | 3:56.047 | Deutschland Sebastian Brendel                                              | 4:00.215 |
| C-1 4 × 200 m Staffel | Russland Jewgeni Ignatow Nikolai Lipkin Wiktor Melantjew Iwan Schtyl                              | 2:49.838 | Ungarn Attila Bozsik László Foltán Gábor Horváth Attila Vajda              | 2:51.977 | Frankreich Mathieu Goubel Thomas Simart William Tchamba Bertrand Hémonic   | 2:52.455 |
| C-2 200 m             | Litauen Tomas Gadeikis Raimundas Labuckas                                                         | 36.433   | Russland Jewgeni Ignatow Iwan Schtyl                                       | 36.753   | Deutschland Stefan Holtz Robert Nuck                                       | 37.085   |
| C-2 500 m             | Deutschland Stefan Holtz Robert Nuck                                                              | 1:41.310 | Russland Jewgeni Ignatow Iwan Schtyl                                       | 1:41.782 | Aserbaidschan Sergey Bezugliy Maksym Prokopenko                            | 1:42.660 |
| C-2 1000 m            | Deutschland Erik Leue Tomasz Wylenzek                                                             | 3:37.380 | Aserbaidschan Sergey Bezugliy Maksym Prokopenko                            | 3:37.462 | Russland Nikolai Lipkin Wiktor Melantjew                                   | 3:38.758 |
| C-4 200 m             | Belarus Aljaksandr Bahdanowitsch Dsmitryj Rabtschanka Aljaksandr Waltschezki Andrej Bahdanowitsch | 34.147   | Russland Alexander Kostoglod Nikolai Lipkin Wiktor Melantjew Sergei Ulegin | 34.499   | Ungarn Attila Bozsik László Foltán Gábor Horváth Gergő Németh              | 35.235   |
| C-4 1000 m            | Belarus Dsjanis Harascha Dsmitryj Rabtschanka Dsmitryj Wajzischkin Aljaksandr Waltschezki         | 3:21.595 | Deutschland Chris Wend Thomas Lück Erik Rebstock Ronald Verch              | 3:22.141 | Rumänien Cătălin Costache Silviu Simioncencu Iosif Chirilă Andrei Cuculici | 3:23.733 |

#### Kajak
| Event                 | Gold                                                                             | Zeit     | Silber                                                                       | Zeit     | Bronze                                                                           | Zeit     |
| --------------------- | -------------------------------------------------------------------------------- | -------- | ---------------------------------------------------------------------------- | -------- | -------------------------------------------------------------------------------- | -------- |
| K-1 200 m             | Deutschland Ronald Rauhe                                                         | 35.134   | Ukraine Oleh Charytonow                                                      | 35.650   | Russland Artem Kononuk                                                           | 35.696   |
| K-1 500 m             | Deutschland Ronald Rauhe                                                         | 1:37.605 | Schweden Anders Gustafsson                                                   | 1:37.679 | Australien Ken Wallace                                                           | 1:38.225 |
| K-1 1000 m            | Deutschland Max Hoff                                                             | 3:29.425 | Schweden Anders Gustafsson                                                   | 3:30.976 | Kanada Adam van Koeverden                                                        | 3:31.285 |
| K-1 4 × 200 m Staffel | Spanien Francisco Llera Saúl Craviotto Carlos Pérez Ekaitz Saies                 | 2:27.422 | Deutschland Norman Bröckl Jonas Ems Torsten Lubisch Ronald Rauhe             | 2:28.530 | Frankreich Guillaume Burger Arnaud Hybois Sebastien Jouve Jean Baptiste Lutz     | 2:29.614 |
| K-2 200 m             | Belarus Wadsim Machneu Raman Petruschenka                                        | 32.229   | Spanien Saúl Craviotto Carlos Pérez                                          | 32.231   | Kanada Andrew Willows Richard Dober, Jr.                                         | 32.653   |
| K-2 500 m             | Belarus Wadsim Machneu Raman Petruschenka                                        | 1:29.408 | Ungarn Zoltán Kammerer Gabor Kucsera                                         | 1:29.695 | Deutschland Hendrick Bertz Marcus Groß                                           | 1:30.372 |
| K-2 1000 m            | Spanien Emilio Merchan Diego Cosgaya                                             | 3:14.610 | Australien David Smith Luke Morrison                                         | 3:15.809 | Kuba Reiner Torres Carlos Montalvo                                               | 3:16.071 |
| K-4 200 m             | Belarus Wadsim Machneu Raman Petruschenka Dsjamjan Turtschyn Taras Valko         | 30.412   | Slowakei Juraj Tarr Erik Vlček Richard Riszdorfer Michal Riszdorfer          | 30.525   | Russland Alexander Djatschenko Sergei Chowanski Stepan Schewtschuk Roman Sarubin | 30.608   |
| K-4 1000 m            | Belarus Wadsim Machneu Artur Litwintschuk Raman Petruschenka Aljaksej Abalmassau | 2:57.437 | Frankreich Guillaume Burger Vincent Lecrubier Philippe Colin Sebastian Jouve | 2:58.022 | Slowakei Juraj Tarr Erik Vlček Richard Riszdorfer Michal Riszdorfer              | 2:58.593 |

### Frauen

#### Kajak
Erfolgreichste Kanutin der WM 2009 war Katalin Kovács aus Ungarn. Die Ausnahmesportlerin gewann 4-mal Gold und 1-mal Silber. Dabei errang sie 2009 sämtliche WM-Titel auf den drei olympischen Kanudisziplinen (K1, K2 und K4 der Frauen). Das war Kovács zuletzt bei den Kanuweltmeisterschaften 2002 und 2003 gelungen.
| Event                 | Gold                                                                            | Zeit     | Silber                                                                            | Zeit     | Bronze                                                              | Zeit     |
| --------------------- | ------------------------------------------------------------------------------- | -------- | --------------------------------------------------------------------------------- | -------- | ------------------------------------------------------------------- | -------- |
| K-1 200 m             | Ungarn Natasa Janics                                                            | 40.866   | Polen Marta Walczykiewicz                                                         | 41.209   | Frankreich Anne-Laure Viard                                         | 41.357   |
| K-1 500 m             | Ungarn Katalin Kovács                                                           | 1:51.149 | Deutschland Katrin Wagner-Augustin                                                | 1:51.633 | Italien Josefa Idem                                                 | 1:51.860 |
| K-1 1000 m            | Ungarn Katalin Kovács                                                           | 3:59.846 | Deutschland Franziska Weber                                                       | 4:00.429 | Südafrika Bridgitte Hartley                                         | 4:00.966 |
| K-1 4 × 200 m Staffel | Deutschland Fanny Fischer Nicole Reinhardt Katrin Wagner-Augustin Conny Waßmuth | 2:50.806 | Ungarn Zomilla Hegyi Krisztina Fazekas Natasa Janics Zeita Paksy                  | 2:51.756 | Kanada Kia Byers Émilie Fournel Genevieve Orton Karen Furneaux      | 2:54.638 |
| K-2 200 m             | Ungarn Natasa Janics Katalin Kovács                                             | 37.508   | Deutschland Fanny Fischer Nicole Reinhardt                                        | 37.682   | Slowakei Ivana Kmeťová Martina Kohlová                              | 37.774   |
| K-2 500 m             | Ungarn Danuta Kozák Gabriella Szabó                                             | 1:41.144 | Deutschland Fanny Fischer Nicole Reinhardt                                        | 1:42.023 | Schweden Josefin Nordlöw Sofia Paldanius                            | 1:42.276 |
| K-2 1000 m            | Polen Małgorzata Chojnacka Beata Mikołajczyk                                    | 3:40.425 | Deutschland Tina Dietze Carolin Leonhardt                                         | 3:40.502 | Ungarn Dalma Benedek Erika Medveczky                                | 3:43.020 |
| K-4 200 m             | Deutschland Tina Dietze Carolin Leonhardt Katrin Wagner-Augustin Conny Waßmuth  | 35.049   | Ungarn Krisztina Fazekas Natasa Janics Katalin Kovács Tímea Paksy                 | 35.075   | Portugal Beatriz Gomes Helena Rodrigues Teresa Portela Joana Sousa  | 35.657   |
| K-4 500 m             | Ungarn Dalma Benedek Danuta Kozák Natasa Janics Katalin Kovács                  | 1:33.090 | Deutschland Katrin Wagner-Augustin Tina Dietze Carolin Leonhardt Nicole Reinhardt | 1:33.094 | Spanien Beatriz Manchón Teresa Portela Jana Šmidáková Sonia Molanes | 1:34.973 |

## Medaillenspiegel
| Rang   | Nation        | Gold | Silber | Bronze | Gesamt |
| ------ | ------------- | ---- | ------ | ------ | ------ |
| 1      | Deutschland   | 7    | 8      | 3      | 18     |
| 2      | Belarus       | 7    | 0      | 0      | 7      |
| 3      | Ungarn        | 6    | 4      | 2      | 12     |
| 4      | Spanien       | 2    | 1      | 1      | 4      |
| 5      | Russland      | 1    | 5      | 3      | 9      |
| 6      | Aserbaidschan | 1    | 1      | 1      | 3      |
| 7      | Polen         | 1    | 1      | 0      | 2      |
| 8      | Litauen       | 1    | 0      | 1      | 2      |
| 9      | Usbekistan    | 1    | 0      | 0      | 1      |
| 10     | Frankreich    | 0    | 2      | 4      | 6      |
| 11     | Schweden      | 0    | 2      | 1      | 3      |
|        | Slowakei      | 0    | 2      | 1      | 3      |
| 13     | Australien    | 0    | 1      | 1      | 2      |
| 14     | Ukraine       | 0    | 1      | 0      | 1      |
| 15     | Kanada        | 0    | 0      | 3      | 3      |
| 16     | Kuba          | 0    | 0      | 1      | 1      |
|        | Italien       | 0    | 0      | 1      | 1      |
|        | Portugal      | 0    | 0      | 1      | 1      |
|        | Rumänien      | 0    | 0      | 1      | 1      |
|        | Südafrika     | 0    | 0      | 1      | 1      |
| Gesamt | Gesamt        | 27   | 27     | 27     | 81     |